# Marie Franzos
Marie (Mizi/Mizzi) Franzos, född den 17 september 1870 i Wien, död där den 6 augusti 1941,  var en österrikisk översättarinna under pseudomym Francis Maro (någon gång skrivet Frances Maro). Hon var brorsdotter till Karl Emil Franzos.
Marie Franzos utvecklade från 1895 en mycket omfattande verksamhet som tolkare av nordisk, särskilt svensk, samtida vitterhet i den tyskspråkiga världen. Sålunda införde hon där Per Hallström (6 volymer), Ellen Key (6 volymer), Selma Lagerlöf (5 volymer), Oscar Levertin (3 volymer) och Hjalmar Söderberg (2 volymer) samt översatte vidare Hjalmar Bergman (6 volymer), Gustaf af Geijerstam (5 volymer), Frank Heller, Gustaf Janson och Birger Mörner med flera.